# Pasadur
Pasadur je malá vesnice a přímořské letovisko v Chorvatsku v Dubrovnicko-neretvanské župě, spadající pod opčinu Lastovo. Nachází se na dvou ostrovech; menší část se nachází na severozápadě ostrova Lastovo, zatímco druhá, větší část, známá též jako Podlenga, se nachází na ostrově Prežba. V roce 2021 zde trvale žilo 88 obyvatel. Vesnice vznikla v roce 1991, když se osamostatnila od vesnice Uble (též Ubli), která je její jedinou sousední vesnicí.